# Adrian Popescu (scriitor)
 Adrian Popescu  (n. 24 mai 1947, Cluj) este un poet, prozator și eseist român contemporan.

## Biografie
Este licențiat al Facultății de Filologie a Universității „Babeș-Bolyai” din Cluj (1971). Echinoxist din prima generație. A fost redactor al revistei literare „Steaua”, revistă lunară editată de Uniunea Scriitorilor din România, în prezent fiind redactor-șef. Debut absolut cu poezie în „Steaua“ (1964). I-au apărut volume traduse în limbile germană, maghiară, macedoneană și franceză.

## Volume

### Poeme
- Umbria , 1971
- Focul și sărbătoarea, 1975
- Câmpiile magnetice, 1976
- Curtea medicilor, 1979
- Suburbiile cerului, 1982
- O milă sălbatică , 1983
- Proba cu polen, 1984
- Vocea interioară, 1987
- Călătoria continuă, 1989
- Pisicile din Torcello, 1997
- Poezii, 1998
- Fără vârstă, 1998
- Umbria, 2000
- Drumul strâmt, 2001
- O dimineață în forul roman 2007

### Eseuri - Publicistică
- Spuma și stânca, eseu, 1991
- Lancea frântă. Poezia lui Radu Gyr, eseu, 1995
- Italia subiectivă, note de călătorie, 1996
- Italia subiectivă, eseuri, 1997
- Revelații. Cuvinte despre poezie, eseuri, 2001
- Aur, argint, plumb, 2005 [7]

### Proză
- Tânărul Francisc, roman, 1992; 1996
- Cortegiul magilor, roman, 1996

### Traduceri
- Alessandro Baricco, Ocean mare, roman, 2003
- Alessandro Baricco, Mătase, roman, 2003
- Alessandro Baricco, Fără sânge, roman, 2004
- G. Caproni, Sămânța plânsului, 2005

### Prezențe în antologii:
- Streiflicht – Eine Auswahl zeitgenössischer rumänischer Lyrik (81 rumänische Autoren), - "Lumina piezișă", antologie bilingvă cuprinzând 81 de autori români în traducerea lui Christian W. Schenk, Dionysos Verlag 1994, ISBN 3980387119
- Testment - Antologie de Poezie Română Modernă /Testament - Anthology of Modern Romanian Verse (versiune bilingvă română și engleză) ediția a doua- editor și traducator Daniel Ioniță, asistat de Eva Foster, Daniel Reynaud și Rochelle Bews. Editura Minerva, 2015. ISBN 978-973-21-1006-5
- Pieta - Eine Auswahl rumänischer Lyrik, Trad: Christian W. Schenk, Dionysos, Boppard, 2018, ISBN 9781977075666

### Ediții
- A îngrijit, împreună cu Aurel Rău, antologia bilingvă Cântecul stelelor / Il canto delle stelle, versuri (Steaua 50), traduceri de Ștefan Damian și Bruno Rombi, 2004

## Afilieri
- Membru al Uniunii Scriitorilor din România

## Premii
- Premiul de debut al Uniunii Scriitorilor din România (1971)
- Premiul pentru poezie al Uniunii Scriitorilor din România (1979; 1997)
- Premiul „Mihai Eminescu” al Academiei Române (1989)
- Premiul pentru poezie al Uniunii Scriitorilor din România, filiala Cluj, pentru volumul "Aur, argint, plumb" (2006)
- Nominalizat la premiul național pentru arte în 2008
- Premiul Național de Literatură al Uniunii Scriitorilor din România (2024)[8]